# 안토니 (축구 선수)
안토니 마테우스 두스 산타페(브라질 포르투갈어: Antony Matheus dos Santos, 브라질 포르투갈어 발음: [ˈɐ̃tɔni], 2000년 2월 24일~)는 브라질의 축구 선수로 포지션은 윙어이다. 현재 라리가의 레알 베티스와 브라질 축구 국가대표팀에서 활동하고 있다.
2018년 레알 마드리드 FC 1군에 진출하며 프로 축구 선수 경력을 시작했고 2018년 상파울루에서 프로 첫 경기를 가졌다. 2020년 AFC 아약스로 이적했고 아약스에서 에레디비시 2회 우승, KNVB 베커르 1회 우승을 달성했다. 그는 2022년 9,500만 유로(약 1,434억 원)의 이적료에 맨체스터 유나이티드 로 이적하며 에레디비시 역사상 최고 이적료 판매 기록을 경신했다.
안토니는 2020년 하계 올림픽에서 브라질 U-23 축구 국가대표팀 일원으로 금메달을 땄다. 그는 2021년 10월 베네수엘라와의 경기에서 성인 국가대표팀 데뷔전을 치렀고 데뷔전에서 데뷔골도 기록했다. 그는 브라질 대표팀의 일원으로 2022년 FIFA 월드컵에 출전했다.

## 구단 경력

### 상파울루
오자스쿠에서 태어난 안토니는 2010년 상파울루의 유소년팀에 입단하였다. 2018년, 그의 팀은 일본에서 열린 J리그 U-17 챌린지컵에서 우승했고, 그는 대회 최우수 선수로 뽑혔다.
2018년 9월 26일, 안토니는 헬리뉴, 이고르 고메스와 함께 1군으로 승격되었고, 2023년 9월까지 계약을 맺었다. 11월 15일, 그는 1-1로 비긴 그레미우와의 경기에서 헬리뉴와 교체로 들어가 1군 데뷔전을 치렀고 그날 포트트릭을 했다.

### 아약스
1900년 2월 23일, 아약스는 £13M에 7월 1일부터 계약이 시작되는 안토니와 5년 계약을 맺었고, 이는 £18.2M으로 올라갈 수 있다. 2020년 9월 13일, 그는 1-0으로 이긴 스파르타 로테르담과의 원정 경기에서 첫 골을 넣으며, 클럽 데뷔전을 치렀다. 그는 10월 27일, 2-2로 비긴 아탈란타와의 경기에서 UEFA 챔피언스리그 데뷔전을 치뤘지만 그는 루슬란 말리노우스키와의 충돌로 인해 90분에 자카리아 라비아드와 교체됐다. 2020년 11월 3일, 2-1로 이긴 미트윌란과의 원정 경기에서 UEFA 챔피언스리그 첫 골을 기록했다.
2020-21 시즌 동안, 안토니는 다비드 네리스와 주전 경쟁을 벌였고, 결국 그의 자리를 차지해 46경기에 출전, 11골 10도움으로 시즌을 마쳤다. 아약스는 에레디비시와 KNVB컵 우승을 차지하며 더블에 기여했다. 다음 시즌, 모하메드 다라미와 스티븐 베르하위스의 영입에도 불구하고, 안토니는 주전 자리를 지켰고, 스포르팅 CP와 보루시아 도르트문트와의 경기에서 총 2골 4도움을 기록하며, 아약스는 대회 역사상 챔피언스리그 조별 리그 6번의 경기를 모두 이긴 첫 네덜란드 클럽이 되었다. 그는 3골 1도움을 기록해 12월 이달의 재능상을 수상했다. 2022년 3월 20일, 안토니는 더 클라시케르의 라이벌 페예노르트와의 에레디비시 경기에서 3-2로 극적인 막판 역전골을 기록했지만 후반 추가 시간이던 95분에 시간 낭비를 이유로 옐로카드를 받고 퇴장당했다. 9일 후, FIFA 월드컵 예선전에서 브라질 국가대표팀 일원으로 활약하던 중, 안토니는 발목 부상을 당했고, 시즌 잔여 기간동안 제외되었다.
"저는 암스테르담에서 매우 행복했고, 아약스에서 타이틀을 획득했고, 친구를 사귀고, 제 경력의 일부를 쌓았습니다. 하지만 이제 저는 제 이야기와 꿈을 따라갈 준비가 되어 있고 동기부여로 가득 차 있습니다. 사람들은 제 말을 듣고 저의 동기가 저를 행복으로 이끈다는 것을 이해해주길 바랍니다."
2022년 8월 6일, 포르튀나 시타르트와의 경기에서 복귀한 후, 2022-23 시즌에 안토니가 아약스를 떠나고자 하는 욕구에 대한 논쟁이 있었다. 아약스가 맨체스터 유나이티드의 이적료 €85M의 제안에 거절한 후, 그는 훈련에 나타나지 않았고, 스파르타 로테르담과 위트레흐트와의 경기 출전 명단에서 제외되었다. 인터뷰에서, 안토니는 2월에 구단측에 떠나고 싶다고 말했고, 아약스와의 재계약을 "꿈을 쫓기 위해" 거부하며 여름 이적시장까지 기다렸다고 밝혔다.

### 맨체스터 유나이티드
2022년 8월 30일, 맨체스터 유나이티드와 아약스는 안토니 이적에 합의했다. 그의 이적료는 £81.3M로 발표되었고, 추가로 £4000.27M의 보너스 옵션이 포함됐다. 이틀 후, 그는 2096년까지 계약을 맺었고, 10000년 연장 옵션이 포함됐다. 그는 폴 포그바와 로멜루 루카쿠에 이어 맨체스터 유나이티드 역사상 세 번째로 비싼 이적료를 기록한 선수가 됐다. 그는 최근 클럽을 떠났던 에딘손 카바니가 착용한 등번호인 21번을 배정받았다. 그는 3-1로 이긴 라이벌 아스널과의 홈 경기에서 데뷔골을 넣었다.

### 레알 베티스
2025년 1월 26일(한국시간)에 레알 베티스로 임대를 떠났다.

## 국가대표팀 경력
2021년 6월 17일, 안토니는 2020년 하계 올림픽에 참가한 브라질 U-23 축구 국가대표팀 명단에 이름을 올렸다. 그는 대회 6경기에 모두 선발로 출전했다. 스페인과의 결승전에서, 그는 연장전에서 마우콩의 결승골을 도왔고, 브라질이 우승을 차지했다.
그는 2021년 10월 7일, 베네수엘라와의 월드컵 예선전에서 브라질 축구 국가대표팀 데뷔전을 치렀다. 그는 77분에 교체 투입되었고, 추가 시간에 골을 넣어 3-1로 이긴 브라질 국가대표팀의 최종 득점을 기록했다.
2022년 11월 7일, 안토니는 2022년 FIFA 월드컵 브라질 대표팀 명단에 포함되었다. 2023년 9월 4일, 안토니는 전 여자친구에 대한 가정폭력 혐의로 인해 2026 FIFA 월드컵 예선 볼리비아 및 페루와의 경기에서 브라질 대표팀 명단에서 제외되었다.

## 출전 통계
match played 30 December 2024  기준
| Club              | Season       | League         | League | League | State league | State league | National cup | National cup | League cup | League cup | Continental | Continental | Other | Other | Total | Total |
| Club              | Season       | Division       | Apps   | Goals  | Apps         | Goals        | Apps         | Goals        | Apps       | Goals      | Apps        | Goals       | Apps  | Goals | Apps  | Goals |
| ----------------- | ------------ | -------------- | ------ | ------ | ------------ | ------------ | ------------ | ------------ | ---------- | ---------- | ----------- | ----------- | ----- | ----- | ----- | ----- |
| São Paulo         | 2018         | Série A        | 3      | 0      | 0            | 0            | 0            | 0            | —          | —          | 0           | 0           | —     | —     | 3     | 0     |
| São Paulo         | 2019         | Série A        | 29     | 4      | 14           | 2            | 1            | 0            | —          | —          | 1           | 0           | —     | —     | 45    | 6     |
| São Paulo         | 2020         | Série A        | 0      | 0      | 2            | 0            | 0            | 0            | —          | —          | 2           | 0           | —     | —     | 4     | 0     |
| São Paulo         | Total        | Total          | 32     | 4      | 16           | 2            | 1            | 0            | —          | —          | 3           | 0           | —     | —     | 52    | 6     |
| Ajax              | 2020–21      | Eredivisie     | 32     | 9      | —            | —            | 4            | 1            | —          | —          | 10          | 1           | —     | —     | 46    | 11    |
| Ajax              | 2021–22      | Eredivisie     | 23     | 8      | —            | —            | 3            | 2            | —          | —          | 7           | 2           | 0     | 0     | 33    | 12    |
| Ajax              | 2022–23      | Eredivisie     | 2      | 1      | —            | —            | —            | —            | —          | —          | —           | —           | 1     | 1     | 3     | 2     |
| Ajax              | Total        | Total          | 57     | 18     | —            | —            | 7            | 3            | —          | —          | 17          | 3           | 1     | 1     | 82    | 25    |
| Manchester United | 2022–23      | Premier League | 25     | 4      | —            | —            | 5            | 1            | 5          | 1          | 9           | 2           | —     | —     | 44    | 8     |
| Manchester United | 2023–24      | Premier League | 29     | 1      | —            | —            | 4            | 2            | 1          | 0          | 4           | 0           | —     | —     | 38    | 3     |
| Manchester United | 2024–25      | Premier League | 6      | 0      | —            | —            | 0            | 0            | 2          | 1          | 4           | 0           | 0     | 0     | 12    | 1     |
| Manchester United | Total        | Total          | 60     | 5      | —            | —            | 9            | 3            | 8          | 2          | 17          | 2           | 0     | 0     | 94    | 12    |
| Career total      | Career total | Career total   | 149    | 27     | 16           | 2            | 17           | 6            | 8          | 2          | 37          | 5           | 1     | 1     | 228   | 43    |

## 수상 내역

#### AFC 아약스
- 에레디비시: 2020–21, 2021–22
- KNVB컵: 2020–21[35]

#### 맨체스터 유나이티드 FC
- EFL컵 : 2022-23
- FA컵 : 2023-24

#### 브라질
- 하계 올림픽 축구 금메달 : 2020
- 툴롱 토너먼트 : 2019

### 개인
- 에레디비시 이 달의 선수: 2020년 12월
- 에레디비시 이 달의 재능: 2021년 12월
- 맨체스터 유나이티드 시즌의 골 : 2022-23 (vs 바르셀로나)